# Герб Монголии
Герб Монголии (монг. Монгол улсын төрийн сүлд) — один из государственных символов Монголии, в его современном виде принят в 1992 году, после исчезновения коммунистического строя в Монгольской Народной Республике.

## Символика
Герб вписан в круг. Синий фон означает небо, а золотистый узор «тумен насан», который его окружает — единство. В центре расположена фигура, соединяющая в себе национальную эмблему «соёмбо» и драгоценного жеребца. Они означают независимость, суверенность и дух Монголии. В верхней части герба расположен талисман «чинтамани», который в монгольском фольклоре исполняет желания и означает прошлое, настоящее и будущее. К низу от центра герба изображена горная гряда и буддийское колесо-дхармачакра. Это колесо обвито ритуальным шарфом-хадаком. Основанием герба служит лотос — один из буддийских символов.

## История герба
|  | Герб Монголии 1911—1939 Первым гербом Монголии после объявления независимости, а затем Монгольской народной республики стал знак Соёмбо. Символика Соёмбо в МНР интерпретировалась так: Пусть живёт и процветает монгольский народ, смерть врагам монгольского народа, пусть всё, что вверху и внизу, честно служит народу, пусть мужчины и женщины, т.е. весь народ, будет умным и бдительным и тогда никакие укрепления не будут им страшны Герб просуществовал с 1924 до 1940 года.                                                                                           |
|  | Герб Монголии 1939—1940 После победы на Халхин-Голе в 1939 году внизу была добавлена ветвь лотоса. В таком виде герб сохранился на знамени МНР (в 1945 году над пламенем появилась пятиконечная звезда, символизирующая победу над Японией). |
|  | Герб Монголии 1940—1941 В соответствии с принятой 30 июня 1940 года Конституцией, новый герб МНР имел форму круга в центре которого всадник-арат с урагой на коне скачет навстречу восходу солнца на фоне гор. По окружности располагался монгольский орнамент «алхан-хээ». Наверху помещена пятиконечная звезда, а в нижней половине на фоне зелени в маленьких кругах головы овцы, коровы, верблюда и козы. В нижней части герба на уйгурском алфавите была размещена надпись «Монгольская Народная Республика». Этот вариант герба был размещён на монетах 1945 года выпуска. |
|  | Герб Монголии 1941—1960 В 1941 году в связи с переходом монгольской письменности на кириллицу надпись в нижней части герба была заменена на «БНМАУ» (Бүгд Найрамдах Монгол Ард Улс, Монгольская Народная Республика). |
|  | Герб Монголии 1960—1992 В соответствии с Конституцией, принятой 4 июля 1960 года, изображение монгольского всадника изменилось, из его рук исчезла урага. Круг обрамлён колосьями, перевитыми красно-голубой лентой государственного флага. Внутри пятиконечной звезды в верхней части герба расположен символ соёмбо, а под надписью БНМАУ внизу помещена шестерня — символ монгольской промышленности. |